# عربی بارقی
عربی بارقی (عربی: لهجة بارقیة) یکی از گویش‌های عربی است که در منطقه بارق در عربستان سعودی بدان سخن گفته می‌شود. عربی بارقی از جنبه‌های مختلفی با سایر گویش‌های عربی متمایز است ولی از نظر واج‌شناسی به بیشتر لهجه‌های عربی یمنی نزدیک است.